# Держидерево звичайне
Держи-дерево звичайне (Paliurus spina-christi) — вид гірських рослин роду держидерево (Paliurus), родини жостерових.

## Морфологія

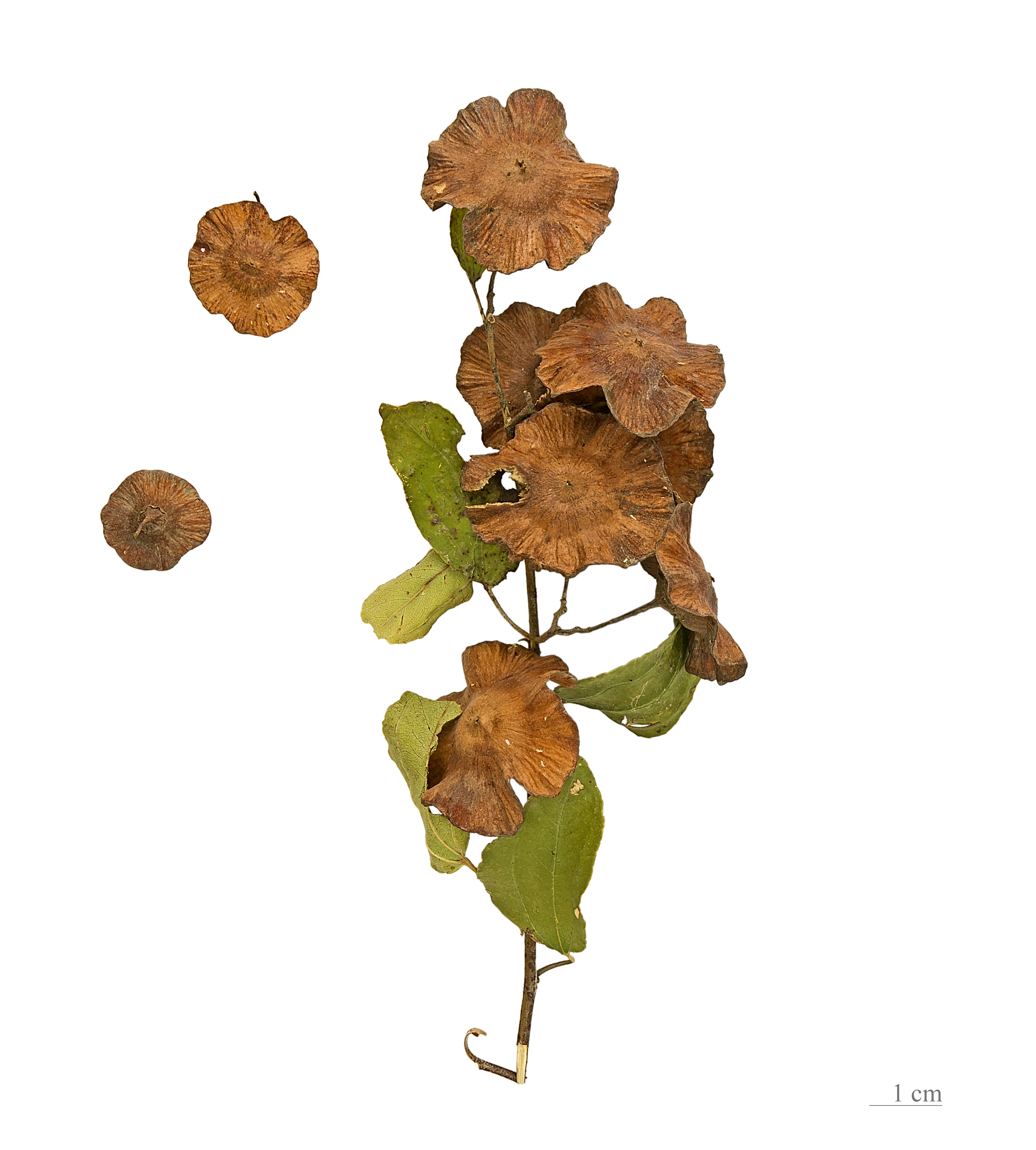
Плоди

Густий колючий з кущовато-звивистими гілками кущ родини жостерових, заввишки до 2 м. Посухостійка, світлолюбна рослина. Часто висаджується як живопліт. У дикому вигляді зустрічається на глинистих і кам'янистих скелях Кавказу, Криму, може рости на крейдових ґрунтах. Листя просте, дворядне, почергове, 2—4 см завдовжки, овальне або яйцеподібне, із прилистками, що перетворилися на гострі, парні колючки, з яких одна пряма, інша загнута донизу. Квітки двостатеві, 5-пелюсткові, жовтувато-зеленуваті, 3—4 мм у діаметрі, зібрані в невеликі зонтикоподібні суцвіття. Плід сухий, нерозкривний, оточений крилом, 1,3—2,8 см у діаметрі, яскраво-жовтий або червоно-коричневий. Цвіте в травні — квітні. Чудовий медонос.

## Поширення
Держидерево звичайне трапляється на сухих схилах у Гірському й Південному Криму. Розводять як декоративний кущ, використовують у живоплотах.

## Заготівля і зберігання
Для виготовлення ліків використовують стиглі плоди. Їх сушать під накриттям на вільному повітрі або в приміщенні, яке добре провітрюється. Сухої сировини виходить 50% . Зберігають у сухому місці. Рослина неофіційна.

## Хімічний склад
Плоди держидерева звичайного містять рамноглікозиди й дубильні речовини. У листі є аскорбінова кислота (до 176 мг%).

## Фармакологічні властивості і використання
У народній медицині плоди держидерева використовують як відхаркувальний, в'яжучий та дезинфікуючий засіб. Відвар плодів вживають при кашлі, бронхіальній астмі, гіпертонічній хворобі, діареї та як «кровоочисний» засіб при екземах.